# Европски штит 2004/05.
Европски штит 2004/05. (службени назив: 2004–05 European Shield) је било треће и последње издање овог трећег по квалитету, европског клупског рагби такмичења.
Учествовало је 16 екипа из 6 држава, а такмичење је имало нокаут систем. Финале је одиграно у Оксфорду, а француски тим Ох је победио енглески клуб Вустер и тако освојио пехар.

## Учесници
- Бера Бера  Шпанија
- Ваљадолид  Шпанија
- УЦ Мадрид  Шпанија
- Букурешт Вукови  Румунија
- Лисабон  Португал
- Коимбра  Португал
- Катанија  Италија
- Гран Парма  Италија
- Лаквила  Италија
- Леонеса  Италија
- Петрарка  Италија
- Ровиго  Италија
- Ош  Француска
- Бајон  Француска
- Вустер  Енглеска
- Лидс  Енглеска

## Такмичење

### Прва рунда
Прве утакмице
Ровиго - Вустер 3-48
Петрарка - Бера Бера 35-7
Катанија - Бајон 12-39
Лисабон - Мадрид 17-12
Ош - Лаквила 48-6
Букурешт - Леонеса 18-15
Лидс - Ваљадолид 121-0
Реванши
Леонеса - Букурешт 32-21
Вустер - Ровиго 67-14
Бајон - Катанија 41-0
Лаквила - Ош 23-31
Бера Бера - Петрарка 17-36
Мадрид - Лисабон 40-26
Ваљадолид - Лидс 11-53

### Четвртфинале
Прве утакмице
Бајон - Мадрид 99-0
Вустер - Леонеса 32-6
Ош - Гран Парма 50-12
Лидс - Петрарка 29-13
Реванши
Леонеса - Вустер 12-28
Петрарка - Лидс 9-57
Гран Парма - Ош 14-5
Мадрид - Бајон 3-108

### Полуфинале
Прве утакмице
Бајон - Ош 23-21
Вустер - Лидс 43-34
Реванши
Лидс - Вустер 30-30
Ош - Бајон 16-13

### Финале
Вустер - Ош 10-23

## Финале
| Вустер | 10 - 23 | Ош |
| ------ | ------- | -- |
|        |         |    |

| Освајач Европског штита 2004/2005. |
| ---------------------------------- |
| Ош 1. титула                       |